# Jejomar Binay
Jejomar "Jojo" Cabauatan Binay Sr., nato Jesús José Cabauatan Binay (Paco, 11 novembre 1942), è un politico filippino, 13º vicepresidente delle Filippine.
È il Sindaco di Makati rimasto in carica più a lungo, avendo ricoperto tale posizione dal 1986 al 1987, poi dal 1988 al 1998 ed infine dal 2001 al 2010.

## Vita personale
Binay è sposato con Elenita Sombillo, politica e medico di professione che ha ricoperto la carica di Sindaco di Makati dal 1998 al 2001. La coppia ha cinque figli, tre dei quali sono entrati a loro volta nel mondo della politica: 
- Maria Lourdes "Nancy" Binay – senatrice in carica, eletta nel 2013
- Mar-Len "Abigail" Binay – rappresentante del secondo distretto di Makati
- Jejomar "Junjun" Erwin Binay Jr. – sindaco in carica della città di Makati, eletto nel 2010
- Maria Angeline "Anne" Binay
- Joanna Marie Blanca "JM" Binay